# Bebe le Strange
Bebe le Strange — пятый студийный альбом группы Heart, выпущенный 14 февраля 1980 года на Epic Records. Этот альбом с более чем тремя миллионами проданных копий стал хитом.
Bebe le Strange стал первым альбомом без гитариста и одного из основателей группы Роджера Фишера, который ушёл за несколько месяцев до этого. Альбом добился коммерческого успеха, попав на 5-ю позицию в американском чарте Billboard Top LPs & Tape и продержался в чарте 22 недели. Песня «Even It Up» (в записи которой приняла участие духовая секция Tower of Power) и заглавная песня были выпущены в качестве синглов, «Even It Up» занял 33-ю строчку в чарте Billboard Hot 100. Бэк-вокал на некоторых песнях исполнил Дон Уилхелм, который в 1960-х играл вместе со Стивом Фоссеном и Роджером Фишером в группе The Army.
В 2004 году альбом был переиздан. В это издание вошли два бонус-трека: концертная версия «Break» и студийный ауттейк «Jackleg Man».

## Список композиций
| №  | Название             | Автор(ы)                                          | Длительность |
| -- | -------------------- | ------------------------------------------------- | ------------ |
| 1. | «Bebe le Strange»    | Энн Уилсон, Нэнси Уилсон, Сью Эннис, Роджер Фишер | 3:38         |
| 2. | «Down on Me»         | Энн Уилсон, Нэнси Уилсон, Сью Эннис               | 4:46         |
| 3. | «Silver Wheels»      | Нэнси Уилсон                                      | 1:22         |
| 4. | «Break»              | Энн Уилсон, Нэнси Уилсон, Сью Эннис               | 2:32         |
| 5. | «Rockin Heaven Down» | Энн Уилсон, Нэнси Уилсон, Сью Эннис               | 5:52         |

| №                   | Название            | Автор(ы)                            | Длительность |
| ------------------- | ------------------- | ----------------------------------- | ------------ |
| 1.                  | «Even It Up»        | Энн Уилсон, Нэнси Уилсон, Сью Эннис | 5:10         |
| 2.                  | «Strange Night»     | Энн Уилсон, Нэнси Уилсон, Сью Эннис | 4:16         |
| 3.                  | «Raised on You»     | Нэнси Уилсон                        | 3:21         |
| 4.                  | «Pilot»             | Энн Уилсон, Нэнси Уилсон, Сью Эннис | 3:15         |
| 5.                  | «Sweet Darlin’»     | Энн Уилсон                          | 3:18         |
| Общая длительность: | Общая длительность: | Общая длительность:                 | 37:30        |

| №                   | Название                               | Автор(ы)                            | Длительность |
| ------------------- | -------------------------------------- | ----------------------------------- | ------------ |
| 1.                  | «Jackleg Man» (ранее неизданная песня) | Энн Уилсон, Нэнси Уилсон, Сью Эннис | 3:02         |
| 2.                  | «Break» (концертная запись 1980 года)  | Энн Уилсон, Нэнси Уилсон, Сью Эннис | 3:03         |
| Общая длительность: | Общая длительность:                    | Общая длительность:                 | 43:42        |

## Участники записи
Список составлен по сведениям базы данных Discogs.
Heart:
- Энн Уилсон — ведущий вокал (в песнях А1, А2, А4, А5, Б1, Б2, Б4, Б5); тамбурин (в песнях А1, Б5, Б1, Б5); бас (в песнях А1, Б1, Б5); бэк-вокал (в песнях А1, Б1, Б2, Б4); барабаны, альтовая флейта, фортепиано (в песне Б5)
- Нэнси Уилсон — гитары (в песнях А1, А4, Б4); бэк-вокал (в песнях А1, А5, Б1, Б2, Б4); ритм-гитары (в песнях А2, Б1); меллотрон (в песне А2); акустические гитары (в песнях А3, Б2); электрогитара (в песне А5); соло-гитара (в песне Б1); ведущий вокал, все инструменты, кроме ударных (в песне Б3)
- Говард Лизи[англ.] — гитары (в песнях А1, А4, Б4); соло-гитара (в песне А2); синтезатор (в песне А2); обратное соло (в песне А4); электрогитара (в песнях А5, Б2); акустическая гитара (в песне А5); бэк-вокал (в песнях А5, Б4); ритм-гитары (в песне Б1); клавишные (в песне Б4)
- Стив Фоссен — бас-гитара (в песнях А2, А4, А5, Б2, Б4)
- Майк Дерозьер — барабаны (в песнях А1, А2, А4, Б1, Б2, Б3, Б4); ритм-инструменты (в песне Б2)

| Приглашённые музыканты: - Сью Эннис — гитара (песня А1), фортепиано (песня Б5) - Крисси Шифтс — гитара (песня А1) - Гари Хамфри — бэк-вокал (песня А5) - Дон Уилхелм — бэк-вокал (песня А5) | Духовая секция Tower of Power - Грег Адамс — духовые инструменты (в песне Б1) - Эмилио Кастилло — духовые инструменты (в песне Б1) - Стив Капка — духовые инструменты (в песне Б1) - Ленни Пикетт — духовые инструменты (в песне Б1) - Мик Джиллетт — духовые инструменты (в песне Б1) |

| Технический персонал: - Майк Фликер — продюсер, звукоинженер, инженер сведе́ния - Конни (Энн Уилсон, Нэнси Уилсон, Сью Эннис) — продюсер - Хоуи (Говард Лизи) — продюсер - Роб Перкинс — звукоинженер - Армин Штайнер — звукоинженер духовых инструментов (в песне Б1) | Технический персонал: - Стюарт Уитмор — ассистент звукоинженера духовых инструментов (в песне Б1) - Джон Голден — мастеринг-инженер - Тони Лейн — арт-директор - Том Гирвин — разработчик логотипа - Джефф Бургер — фотограф |

## Позиции в хит-парадах и коммерческие показатели
| Год  | Хит-парад                      | Высшая позиция | Пребывание в чарте |
| ---- | ------------------------------ | -------------- | ------------------ |
| 1980 | Австралия (Kent Music Report)  | 78             | нет данных         |
| 1980 | Канада (RPM 100 Albums)        | 24             | 18 недель          |
| 1980 | Новая Зеландия (RMNZ)          | 50             | 1 неделя           |
| 1980 | США (Billboard Top LPs & Tape) | 5              | 22 недели          |
| 1980 | Япония (Oricon)                | 62             | нет данных         |

| Хит-парад (1980)                   | Позиция |
| ---------------------------------- | ------- |
| США (Billboard Top Popular Albums) | 86      |

| Регион                                                      | Сертификация | Продажи  |
| ----------------------------------------------------------- | ------------ | -------- |
| Канада (Music Canada)                                       | Платиновый   | 100 000^ |
| США (RIAA)                                                  | Золотой      | 500 000^ |
| ^ Данные о тиражах приведены только на основе сертификации. |              |          |